# Dalby Söderskog Nationalpark
Dalby Söderskog er en nationalpark tæt ved den vestlige udkant af byen Dalby, 7 km øst for Lund i Skåne, Sverige. Nationalparken blev oprettet i 1918. Skoven er biologisk unik på mange måder, med en stor mængde dødt ved samtidig og mange gamle træer. Udover de naturmæssige værdier findes flere fortidslevn, bland andet findes der rester af en vej fra jernalderen. Hele skoven er Natura 2000 område. Skoven huser adskillige rødlistede arter. Foreksempel forekommer laverne Bacidia polychroa, Bactrospora dryina og Pyrenula nitidella. 
Nationalparken er 36,6 ha, og består af blandet løvskov med Stilk-Eg, Ask og Bøg. Da parken blev oprettet troede man at skoven var en rest af en oprindelig urskov, men nu ved vi, at området har tidligere været opdyrket. Jorden består af kalksten og kridt, hvilket giver en frodig vækst. Om foråret huser skoven en spændende flora, især et tæt tæppe af Hvid anemone (Anemone nemorosa), Gul anemone (Anemone ranunculoides) og Hulrodet lærkespore (Corydalis cava). Under sommeren bliver jorden dækket af Almindelig bingelurt (Mercurialis perennis). Parken er omgivet af en jordvold, som kan være rester af en fortidsborg.
Nord for nationalparken ligger naturreservaterne Dalby Norreskog og Hästhagen. Hele området går under det fællesnavnet "Dalby haga".